# Kościół Matki Boskiej Oliwnej w Alaquàs
Kościół Matki Boskiej Oliwnej – świątynia katolicka położona na placu Plaza de España w gminie Alaquàs. Jest to zabytek lokalny o numerze identyfikacyjnym 46.14.005-002.

## Historia
Świątynia była na początku pustelnią starego klasztoru Minimitów, którego zwiechrznikiem był błogosławiony Gaspar Bono. Pierwotna pustelnia została zbudowana w XIV wieku. Do 1537 r. Był okupowany przez braci dominikanów, a w 1887 r. Okupowany przez zakonnice oblackie. W XVII i XVIII w kompleksie przeprowadzono przebudowy.
Lokalna tradycja przypisuje pochodzenie wizerunku Matki Bożej z Gaju Oliwnego od spotkania przez nią lokalnego farmera, który znalazł wizerunek podczas pracy na roli, przykryty dzwonem około 1300 roku.
Parafia została stworzona 2 lutego 1973 r.

## Opis
Jest to duża świątynia z neoklasyczną fasadą. Drzwi są prostokątne, z dołączonymi pilastrami. Na nim znajduje się fronton wykończony w kształcie trójkąta. Na ścianie znajduje się ceramiczny ołtarz nawiązujący do odkrycia Matki Boskiej. Dach jest dwustronny. Na górze znajduje się kopuła z latarnią.
Dzwonnica ma dwa korpusy, z których górny jest bardziej ozdobiony i mieści zegar.

Wnętrze jest przestronne. Konstrukcja kościoła ma kształt krzyża. Chór opiera się na nierównym łuku i zajmuje całą górę budynku. Pod chórem znajduje się kaplica poświęcona San Fermín. Po bokach znajdują się inne kaplice: po prawej stronie znajduje się Chrystus Dobrej Śmierci i Tabernakulum oraz bogato zdobiony nagrobek z 1763 r. Kaplice po lewej stronie poświęcone są Dziewicy Nieustającej Pomocy, Błogosławionemu Gasparowi Bono i Świętemu Michałowi. Prezbiterium jest kwadratowe i szerokie. Stoi na trybunach i przykryte jest pustym sklepieniem. Obraz Matki Boskiej jest czczony w niszy neoklasycznego ołtarza.

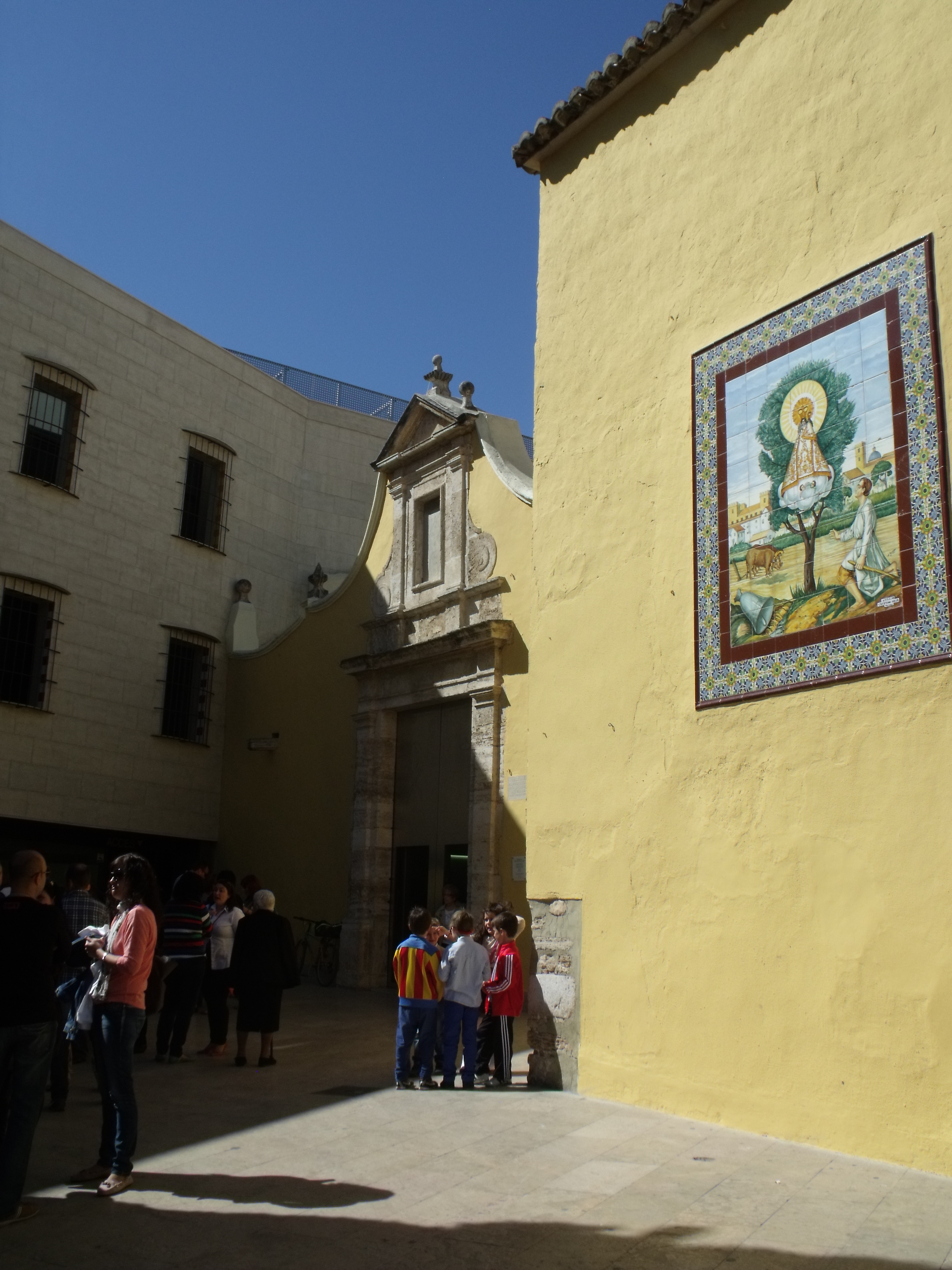
Fasada i ołtarz
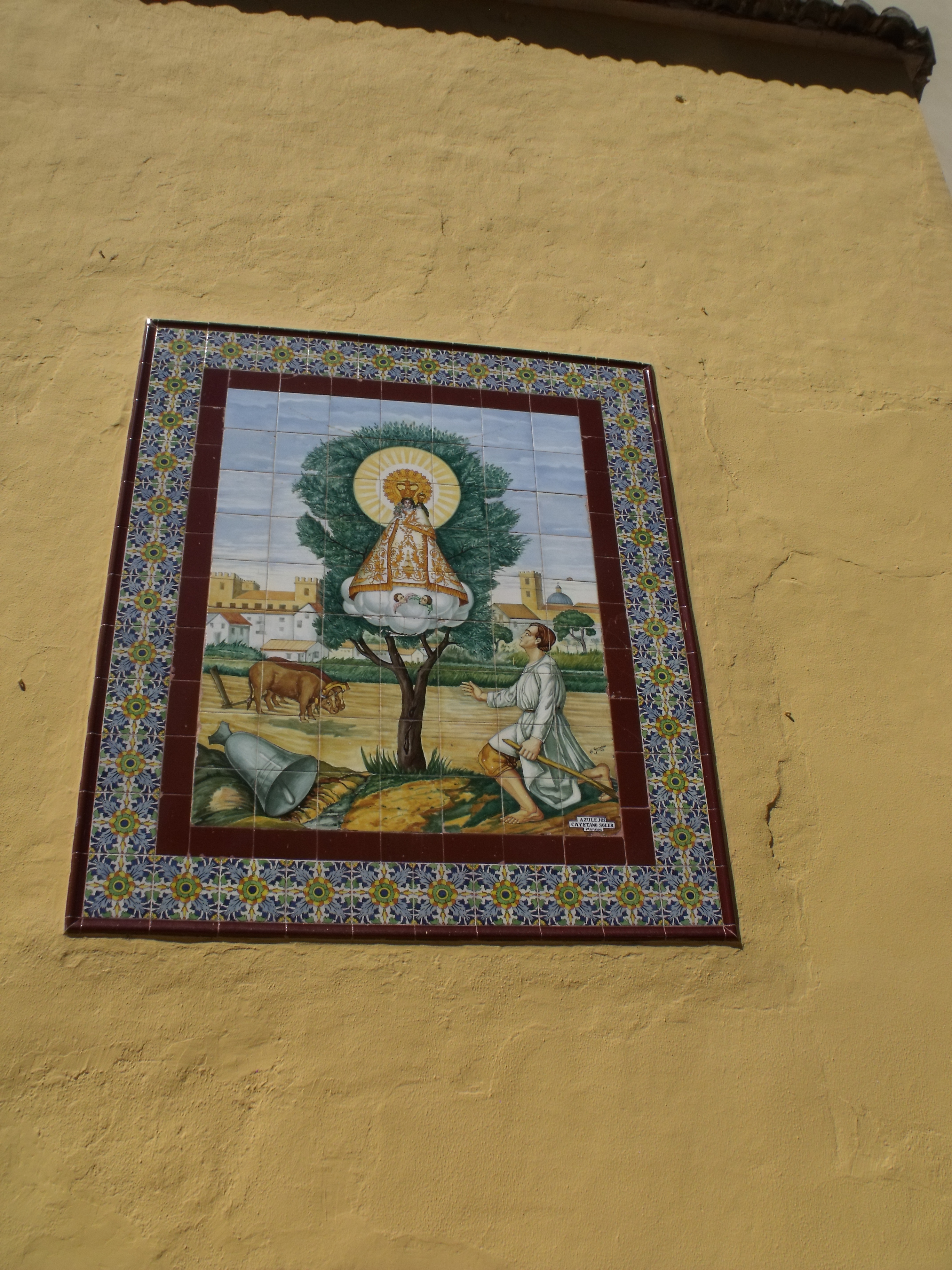
Ołtarz przedstawiający spotkanie Maryi Dziewicy
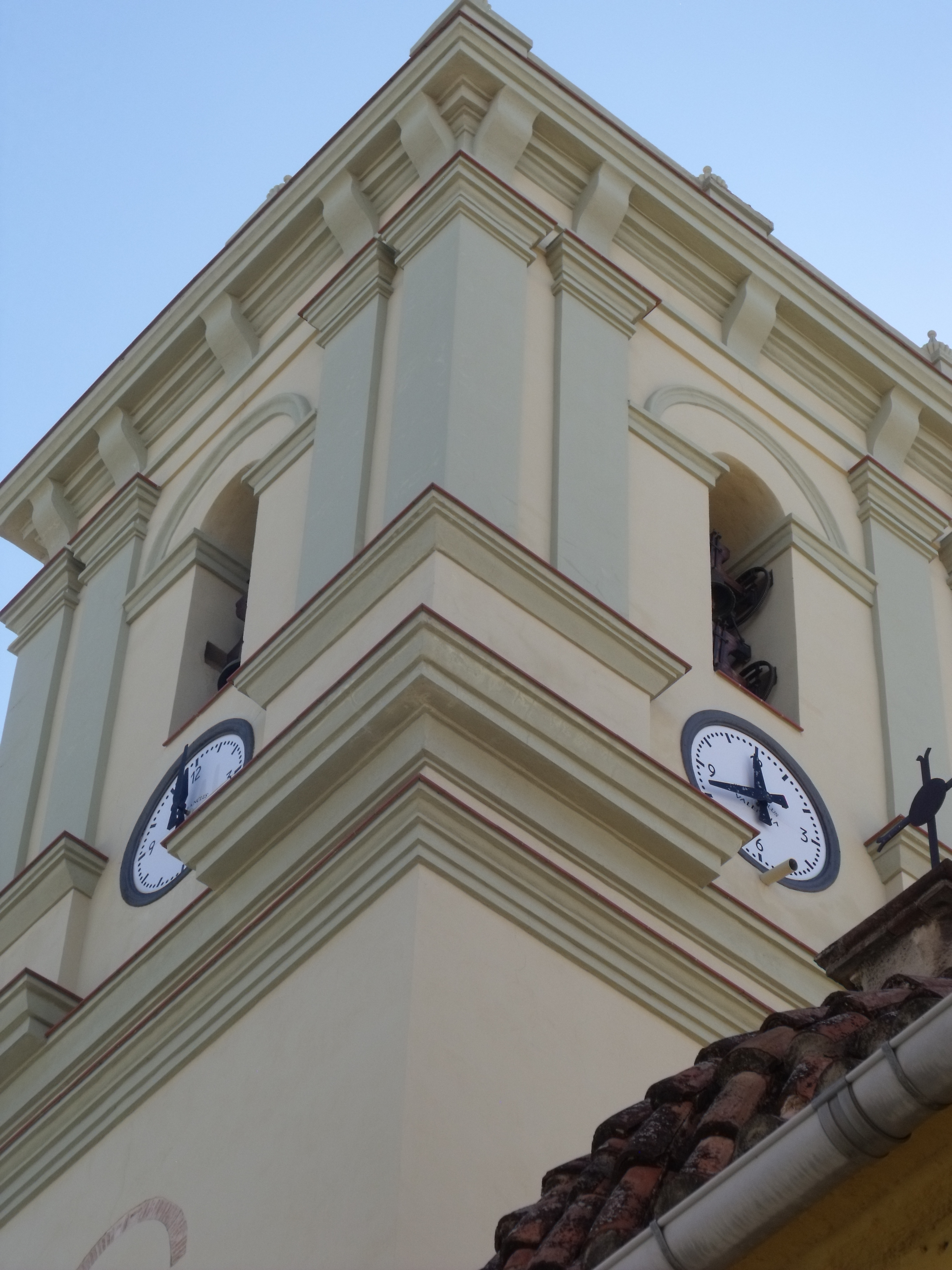
Górna część dzwonnicy, w której znajduje się zegar
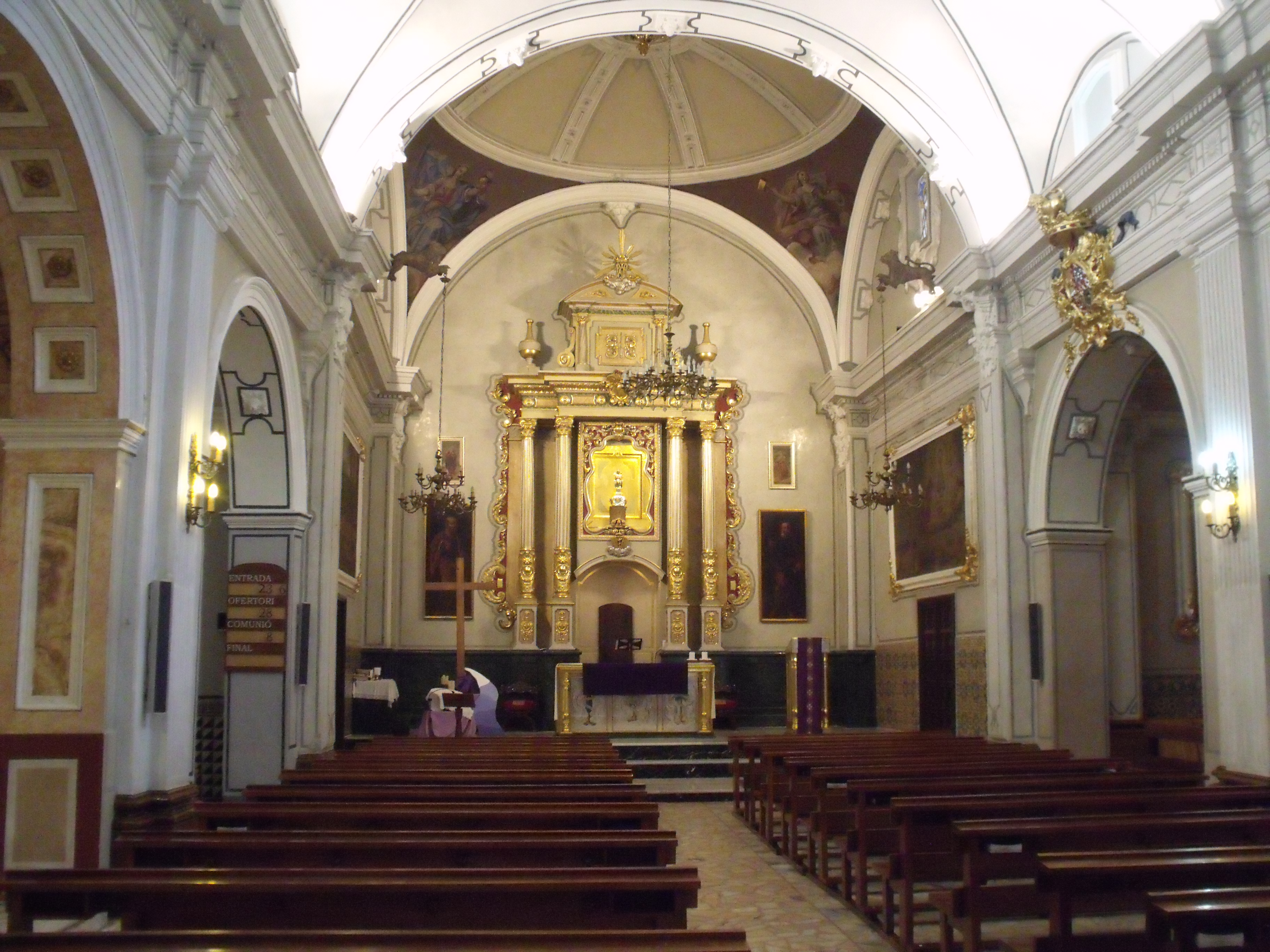
Wnętrze kościoła
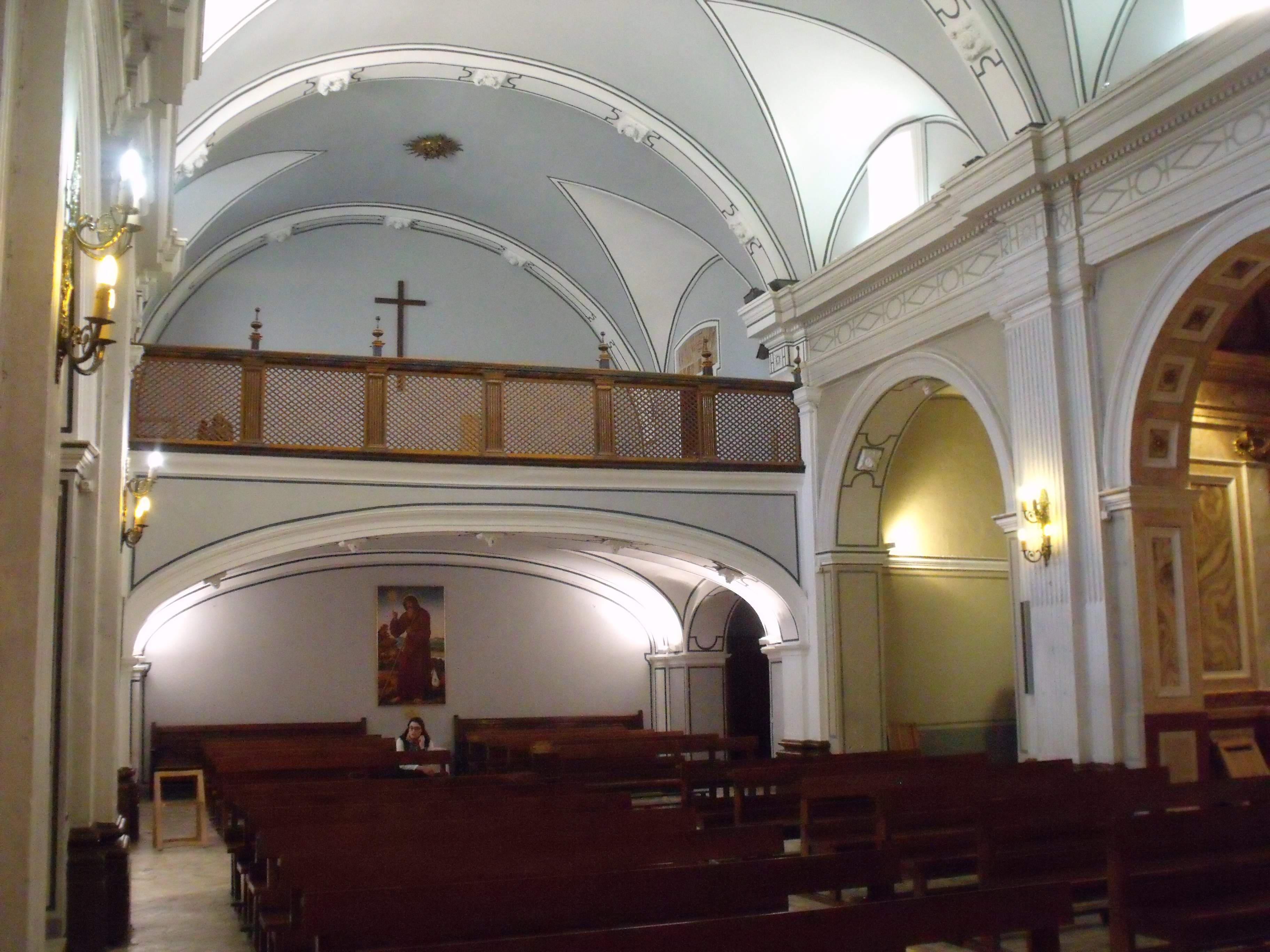
Chór
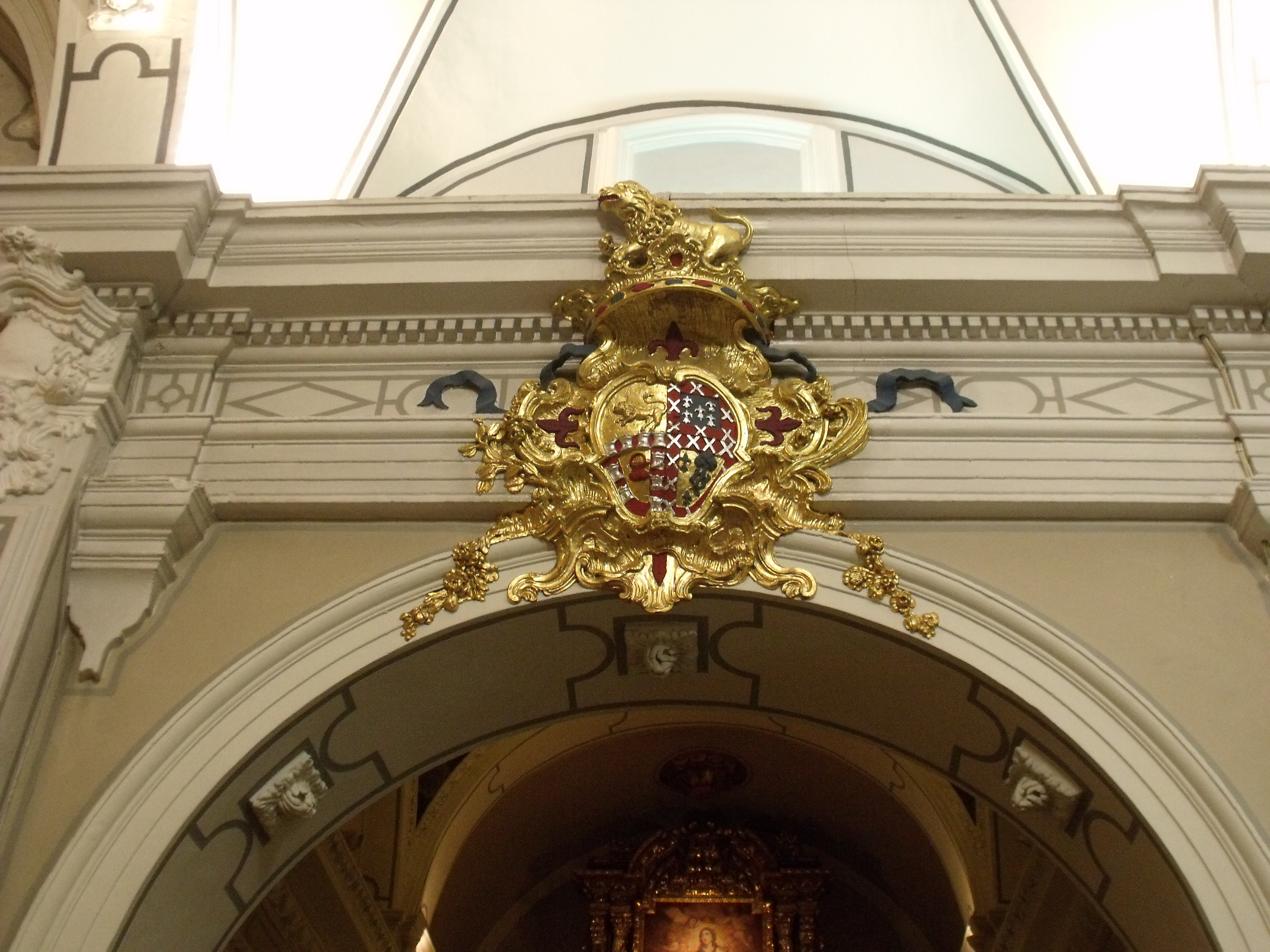
Ozdobna tarcza na jednej z bocznych kaplic